# Кэннон, Реджи
Ре́джиналд Дже́йкоб Кэ́ннон (англ. Reginald Jacob Cannon; 11 июня 1998, Чикаго, Иллинойс, США) — американский футболист, правый защитник клуба «Колорадо Рэпидз» и сборной США.

## Карьера

### Клубная карьера
Реджи Кэннон — воспитанник академии футбольного клуба «Даллас».
В 2016 году Кэннон поступил в Калифорнийский университет в Лос-Анджелесе, совмещая учёбу с игрой за университетскую футбольную команду в Национальной ассоциации студенческого спорта.
Кэннон оставил университет после года обучения, и 22 декабря 2016 года подписал контракт с «Далласом», став 18-м по счёту доморощенным игроком клуба. Его профессиональный дебют состоялся 14 июня 2017 года в матче в рамках Открытого кубка США против «Талсы Рафнекс». В MLS он дебютировал 2 сентября 2017 года в матче против «Нью-Йорк Ред Буллз», выйдя на замену в компенсированное время второго тайма. С началом сезона 2018, после ухода из клуба в межсезонье Эрнана Граны, Кэннон стал основным правым защитником «Далласа». 19 мая 2018 года в матче против «Ванкувер Уайткэпс» он забил свой первый гол в профессиональной карьере. 5 марта 2020 года Кэннон подписал с «Далласом» новый четырёхлетний контракт с опцией продления ещё на один год.
9 сентября 2020 года Кэннон перешёл в клуб чемпионата Португалии «Боавишта». По сведениям прессы сумма трансфера составила около $3 млн. За клуб из Порту он дебютировал 19 сентября 2020 года в матче первого тура сезона 2020/21 против «Насьонала», выйдя в стартовом составе. В июне 2023 года Кэннон расторг контракт с «Боавиштой» в одностороннем порядке, сославшись на невыплату заработной платы.
26 сентября 2023 года Кэннон присоединился на правах свободного агента к клубу английского Чемпионшипа «Куинз Парк Рейнджерс», подписав четырёхлетний контракт. За КПР дебютировал 21 октября в матче против «Хаддерсфилд Таун», заменив во втором тайме Османа Какая. 30 августа 2024 года Кэннон покинул «Куинз Парк Рейнджерс» по обоюдному согласию сторон.
11 сентября 2024 года Кэннон в качестве свободного агента вернулся в MLS, подписав контракт с «Колорадо Рэпидз» на 3,5 года, до конца сезона 2027, с клубной опцией продления ещё на один год. За «Рэпидз» дебютировал 18 сентября в матче против «Спортинга Канзас-Сити», отыграв 15 минут после выхода на замену вместо Джексона Трэвиса. 21 сентября в матче против «Торонто» забил свой первый гол за «Колорадо».

### Международная карьера
1 октября 2018 года Кэннон получил вызов в сборную США на товарищеские матчи со сборным Колумбии и Перу. За матчем с колумбийцами, состоявшемся 11 октября, наблюдал от кромки поля, оставшись на скамейке запасных. В матче с перуанцами, состоявшемся 16 октября, выйдя в стартовом составе, дебютировал за американскую сборную.
Кэннон первоначально не был включён в окончательную заявку сборной США на Золотой кубок КОНКАКАФ 2019, хотя и значился в предварительной заявке, был введён в состав позднее вместо, выбывшего из-за травмы, Тайлера Адамса.
Свой первый гол за сборную США забил 9 июня 2021 года в товарищеском матче против сборной Коста-Рики (4:0), отличившись на 52-й минуте.
Был включён в состав сборной на Золотой кубок КОНКАКАФ 2021.

## Личная информация
Реджи Кэннон — внук метеоролога доктора Уоррена Вашингтона.

## Статистика выступлений

### Клубная статистика
| Выступление          | Выступление      | Выступление      | Лига | Лига | Плей-офф | Плей-офф | Кубок | Кубок | Континент | Континент | Прочие | Прочие | Итого | Итого |
| Клуб                 | Лига             | Сезон            | Игры | Голы | Игры     | Голы     | Игры  | Голы  | Игры      | Голы      | Игры   | Голы   | Игры  | Голы  |
| -------------------- | ---------------- | ---------------- | ---- | ---- | -------- | -------- | ----- | ----- | --------- | --------- | ------ | ------ | ----- | ----- |
| Даллас               | MLS              | 2017             | 1    | 0    | —        | —        | 2     | 0     | 0         | 0         | —      | —      | 3     | 0     |
| Даллас               | MLS              | 2018             | 33   | 1    | 1        | 0        | 2     | 0     | 2         | 0         | —      | —      | 38    | 1     |
| Даллас               | MLS              | 2019             | 28   | 1    | 1        | 1        | 0     | 0     | —         | —         | —      | —      | 29    | 2     |
| Даллас               | MLS              | 2020             | 5    | 0    | —        | —        | —     | —     | —         | —         | —      | —      | 5     | 0     |
| Даллас               | Итого            | Итого            | 67   | 2    | 2        | 1        | 4     | 0     | 2         | 0         | —      | —      | 75    | 3     |
| Боавишта             | Примейра-лига    | 2020/21          | 31   | 0    | —        | —        | 2     | 0     | —         | —         | —      | —      | 33    | 0     |
| Боавишта             | Примейра-лига    | 2021/22          | 21   | 0    | —        | —        | 1     | 0     | —         | —         | 1      | 0      | 23    | 0     |
| Боавишта             | Примейра-лига    | 2022/23          | 30   | 0    | —        | —        | 0     | 0     | —         | —         | 3      | 0      | 33    | 0     |
| Боавишта             | Итого            | Итого            | 82   | 0    | —        | —        | 3     | 0     | —         | —         | 4      | 0      | 89    | 0     |
| Куинз Парк Рейнджерс | Чемпионшип       | 2023/24          | 21   | 0    | —        | —        | 0     | 0     | —         | —         | —      | —      | 21    | 0     |
| Колорадо Рэпидз      | MLS              | 2024             | 6    | 1    | 2        | 0        | —     | —     | —         | —         | —      | —      | 8     | 1     |
| Колорадо Рэпидз      | MLS              | 2025             | 4    | 0    | —        | —        | —     | —     | 2         | 0         | —      | —      | 6     | 0     |
| Колорадо Рэпидз      | Итого            | Итого            | 10   | 1    | 2        | 0        | —     | —     | 2         | 0         | —      | —      | 14    | 1     |
| Всего за карьеру     | Всего за карьеру | Всего за карьеру | 180  | 3    | 4        | 1        | 7     | 0     | 4         | 0         | 4      | 0      | 199   | 4     |

### Международная статистика
| Команда | Год   | Игры | Голы |
| ------- | ----- | ---- | ---- |
| США     |       |      |      |
| 2018    | 2     | 0    |      |
| 2019    | 8     | 0    |      |
| 2020    | 3     | 0    |      |
| 2021    | 9     | 1    |      |
| 2022    | 6     | 0    |      |
| Всего   | Всего | 28   | 1    |

## Достижения
Командные
Сборная США
- Обладатель Золотого кубка КОНКАКАФ: 2021
- Победитель Лиги наций КОНКАКАФ: 2019/20[44]